# Hervormde kerk (Drimmelen)

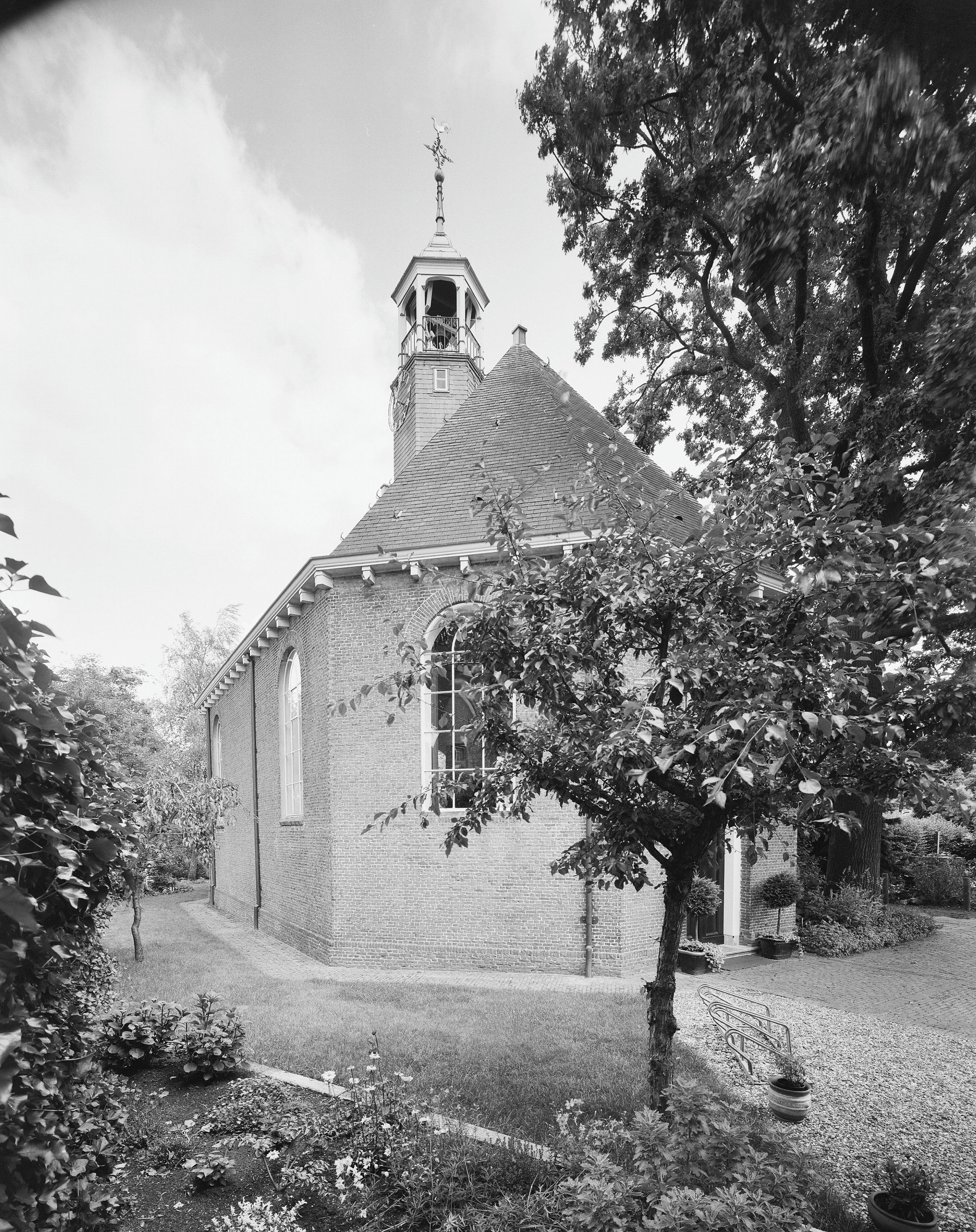
Hervormde kerk

De Hervormde kerk is een protestants kerkgebouw in de Noord-Brabantse plaats Drimmelen, gelegen aan de Herengracht 28.

## Geschiedenis
De protestanten kerkten vanouds in de kerk van Oud-Drimmelen. Deze werd in 1793 verkocht en daarna gesloopt.
Een nieuw kerkgebouw werd in 1792 gesticht door de vrouwe van Drimmelen, Maria van Doorn. Deze kerk bevond zich in Nieuw-Drimmelen, de huidige kern van het plaatsje. De kerk werd in 1965 gerestaureerd.

## Gebouw
Het betreft een bakstenen zaalkerk met een verlengd achtkante plattegrond zoals bij protestantse kerkjes uit die tijd gebruikelijk was. Op het dak bevindt zich een klokkentorentje. Boven de ingang bevindt zich een gevelsteen.

## Interieur
De kerkruimte wordt overkluisd door een houten tongewelf. Hierin zijn twee rozetten met zeemeerminnen verwerkt. Uit de 18e eeuw stammen enkele koperen lezenaars en het doopbekken.